# Piotr Prokopiak
Piotr Prokopiak (ur. 13 marca 1973 w Szczecinku) – polski poeta i prozaik, członek Związku Literatów Polskich.

## Biografia twórcza

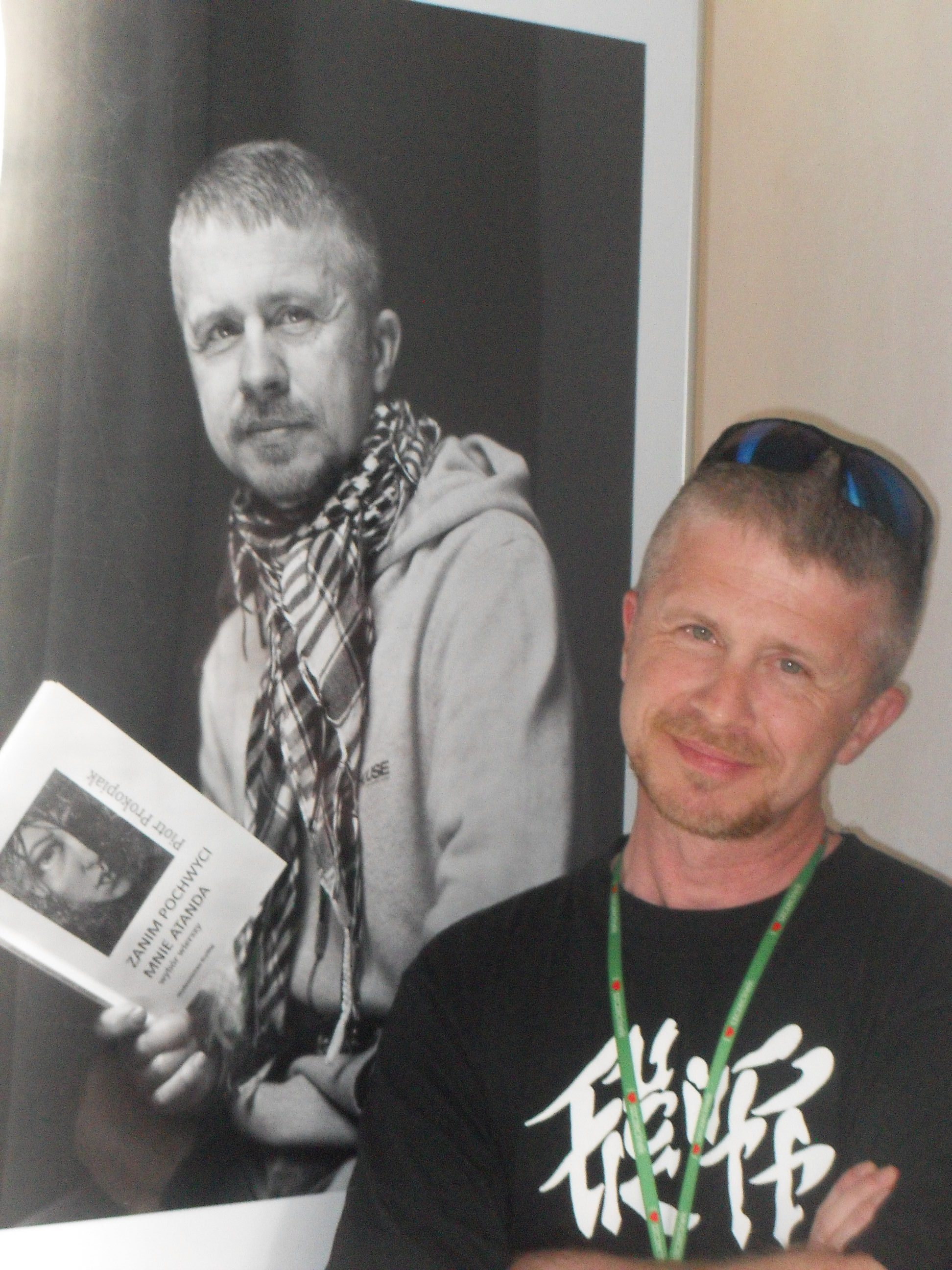
Piotr Prokopiak (2015)

Debiutował w 2003 roku na łamach Brulionu Literackiego „Ślad” – piśmie słupskiego oddziału Związku Literatów Polskich. Publikował w „Autografie”, Miesięczniku Literackim „Akant”, Kwartalniku artystyczno-naukowym „Znaj”, Piśmie społeczno-kulturalnym „Miesięcznik”, Miesięczniku „Idź pod prąd”, „Gazecie Kulturalnej”, „Poezji dzisiaj”, „Pegazie Lubuskim”, „Tyglu kultury”, „Protokole Kulturalnym”, Kwartalniku „ReWiry”, „Kurierze Galicyjskim”, „Золота Пектораль”, „LiryDram”, „Дзвін” oraz w prasie lokalnej: „Głos Pomorza”, „Kulisy Kołobrzeskie”, „Gazeta Kołobrzeska” itp.

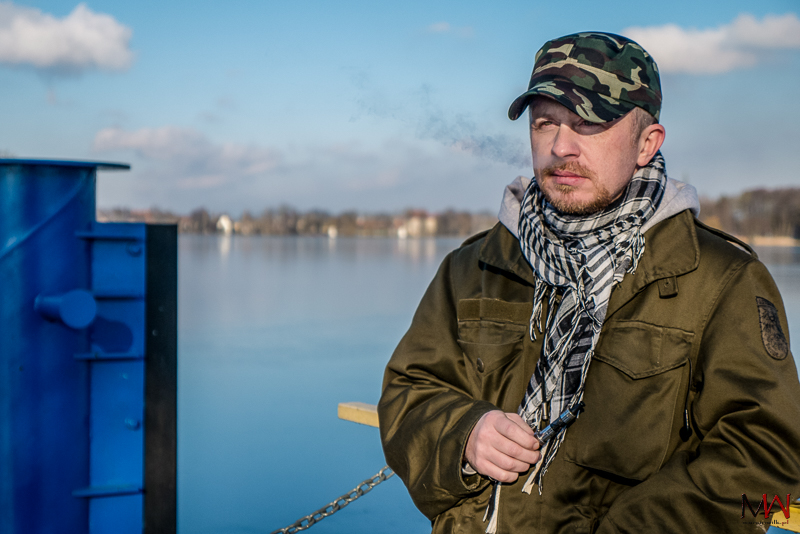
Piotr Prokopiak (2015)

Swoje utwory zamieszczał w licznych antologiach i czasopismach internetowych: „Pisarze.pl”, „Helikopter”. Badacz i miłośnik twórczości Bruno Schulza. W wydawanym we Lwowie „Nowym Kurierze Galicyjskim” opublikował esej pt. Jestem z Drohobycza (2022, nr 1, 389). Zredagował, opatrzył wstępem i doprowadził do wydania, pośmiertny tomik szczecineckiej poetki Barbary Filipowskiej Mój cień uciekł (Szczecinek 2014). Za książkę „Cmentarne miśki rozumieją czas” uzyskał wyróżnienie XL Międzynarodowego Listopada Poetyckiego w Poznaniu. Odznaczony srebrnym medalem „Labor Omnia Vincit”, który przyznaje Towarzystwo im. Hipolita Cegielskiego (2023). Uhonorowany nagrodą im. Pantełejmona Kulisza przez Międzynarodową Akademię Literatury i Sztuki Ukrainy (2023). Wyróżniony Srebrną Honorową Odznaką Związku Literatów Polskich (2023). Minister Kultury i Dziedzictwa Narodowego nadał mu odznaczenie „Zasłużony dla Kultury Polskiej”. Jego poezję i prozę tłumaczono na język angielski, grecki, rosyjski, ormiański, bułgarski, litewski, białoruski, czeski i ukraiński.

## Publikacje książkowe
Książki poetyckie
- Narodzeni z wiatru (Szczecinek 2007)
- Przedcisze (Szczecinek 2008)
- Pastwisko losu (Szczecinek 2009)[14]
- Homo Hereticus (Płock 2010)[15]
- Zanim pochwyci mnie atanda (Koszalin 2015)[16]
- Cmentarne miśki rozumieją czas (Koszalin 2017)[17][18][19][20]

Książki prozatorskie
- Odsypiając przeszłość (Warszawa 2011) – powieść[21][22]
- Trzecia piętnaście i inne opowiadania (Szczecinek 2012) – opowiadania
- Wzgórze Wisielców (Warszawa 2013) – powieść[23]
- Autystyczny las (Szczecinek 2019) – opowiadania[24]
- Uryna (Poznań 2020) – powieść[25][26]
- Zielony manuskrypt (Wyd. Discursus 2023) – zbiór opowiadań i nowel[27][28]
- Księżycowy Piotruś (Wyd. Discursus 2024) – nowele[29][30]

Książki obcojęzyczne
- На межі непривітного світу/Na granicy przed niechcianym światem (Iwano-Frankiwsk 2022) – wybór poezji i prozy w przekładzie Switłany Bresławskiej na język ukraiński[31]
- Зелений манускрипт/Zielony manuskrypt (Wyd. Discursus 2022) – kompletny zbiór opowiadań i nowel w przekładzie Switłany Bresławskiej na język ukraiński[32][33]

Inne
- Współautor polsko-ukraińskiego projektu poświęconego osobie i twórczości Brunona Schulza – książki pt. „Jestem z Drohobycza/ Я – з Дрогобича” (Poznań-Iwano Frankiwsk 2022)[34].

## Wybrane antologie
- Contemporary Writers of Poland 2000-2014 (anglojęzyczna antologia współczesnych pisarzy z Polski), Wydawnictwo Dreamme Little City (USA), 2013[35][36]
- Przewodnik po zaminowanym terenie 2 (Helikopter – antologia tekstów z lat 2016–2020), Wydawca: Ośrodek Postaw Twórczych (Wrocław 2021)[37][38]
- Ziemia nieobiecana – antologia prozy, Wydawca: Związek Literatów Polskich (Poznań 2020)
- Jak podanie ręki. Polsko-grecka antologia poezji współczesnej, Wydawca: Związek Literatów Polskich (Poznań 2015)
- Jak podanie ręki (polsko-ormiańska antologia poezji polskiej), Wydawca: Armaw (Erywań 2016)
- Rozmowy przyjaciół. Polsko-bułgarska antologia polskiej poezji, Wydawca: Biblioteka „Tematu” (Bydgoszcz 2016)
- Jak podanie ręki. Polsko-ukraińska antologia współczesnej poezji, Wydawca: Związek Literatów Polskich (Poznań 2015)
- Jak podanie ręki. Polsko-czeska antologia współczesnej poezji, Wydawca: Wielkopolski O/Związku Literatów Polskich (Poznań 2024)